# 张忠 (资州刺史)
張忠（？—1052年），开封府（今河南省开封市）人，中国北宋時代将领。
張忠初隶属于龙猛军龙骑备征，选为教骏。以才干武力补三班借职。授陕西总管司指挥使。庆历年间，镇压张海、郭邈山民变，数破寨堡，以平恩州王則之乱居功第一，历任如京使、资州刺史，历真定府、定州、高阳关、京东西路兵马钤辖。皇祐四年（1052年），侬智高举兵反宋，围广州。宋仁宗命张忠到广东领英州团练使。在战斗中，马陷泥泞，中枪战死。